# Simp
Simp е интернет жаргон, описващ мъж (или момче), който изпитва симпатии и отдава прекомерно внимание на жена (или момиче), която не отговаря на чувствата му, за да я накара да го обикне. Това поведение обикновено е мотивирано от надежда за получаване на секс. Сайтът Urban Dictionary определя термина като „някой, който прави прекалено много за хората, които харесва“.
Думата се използва още през 1923 г. от New York Times, когато вестникът публикува писмото на жена, критикуваща членовете на два клуба за неженени мъже в Атлантик Сити. През 80-те години на XX век се използва от американските рапъри от Западното крайбрежие във връзка с някого, който е „мек“ или „твърде съчувстващ“. Думата набира особена популярност в социалните мрежи през 2019 г., където често се използва заедно с подобни по значение и конотация думи като „бял рицар“ (на английски: white knight). Някои хора използват думата като акроним на Sucker Idolizing Mediocre Pussy.